# مورتیس و تنون

نمودار مورتیس (چپ) و زبانه(راست)

1) از طریق زبانهو 2) به صورت مفصل شانه خم می شود

اتصال فاق و زبانه  (گاهی از اوقات مورتیس و تنون) دو تکه چوب یا مواد دیگر را به هم وصل می کند. کارگران نجاری در سراسر جهان هزاران سال است که از آن برای اتصال قطعات چوب استفاده کرده اند، مخصوصا زمانی که قطعات متصل شونده در زوایای عمود به هم متصل می‌شوند.
اتصالات فاق و زبانه اتصالات محکم و پایداری هستند که می توانند در پروژه های زیادی استفاده شوند. آنها یک نتیجه قوی حاصل می کنند و با چسباندن یا قفل کردن در محل به هم وصل می شوند. مفصل فاق و زبانه همچنین ظاهر جذابی ایجاد می کند. یکی از مشکلات این اتصال سختی ساخت آن است زیرا اندازه گیری دقیق و برش محکم نیاز دارد. در ساده ترین شکل آن، یک مفصل فاق و زبانه هم ساده و هم مستحکم است. انواع مختلفی از این نوع مفاصل وجود دارد و مفاق و زبانه ساده دارای دو جزء است:
1. سوراخ فاق (مورتیس) و
2. زبانه (تنون)

زبانه که در انتهای بخشی که معمولا ریل نام دارد، به وجود می آید و در یک سوراخ بریده شده به شکل مربع یا مستطیل در عضو متناظر دیگر قرار می‌گیرد. فاق به گونه ای بریده می شود که دقیقاً بر روی سوراخ زبانه قرار گیرد. معمولاً شانه هایی دارد که زمانی که مفصل به طور کامل وارد سوراخ فاق می شود قرار می گیرند. مفصل ممکن است چسب زده شود، میخ زده شود یا با گوه نگه داشته شود تا در جای خود قفل شود.
این مفصل با استفاده از مواد دیگر هم استفاده می شود. برای نمونه، به طور سنتی توسط سنگ تراش ها و آهنگران استفاده می شود.

## علم اشتقاق لغات
کلمه انگلیسی "mortise" که به معنای "سوراخ یا شیاری که چیزی در آن قرار می‌گیرد تا اتصالی را تشکیل دهد"، از حدود سال ۱۴۰۰ میلادی و از کلمه فرانسوی قدیم 'mortaise' (قرن ۱۳) گرفته شده است، که احتمالاً از کلمه عربی 'مرتز' به معنای "محکم شده"، صیغه ماضی مشارکتی فعل 'رزّ' به معنای "برای ایجاد مرتز در چیزی بریدن" آمده است.  کلمه "tenon" که از اواخر قرن ۱۴ میلادی به عنوان اسم در انگلیسی استفاده شده، معنای "برآمدگی که برای ایجاد اتصال درج می‌شود" را از کلمه فرانسوی قدیم tenir به معنای "نگه داشتن" گرفته است.

## تاریخ و نمونه های باستانی

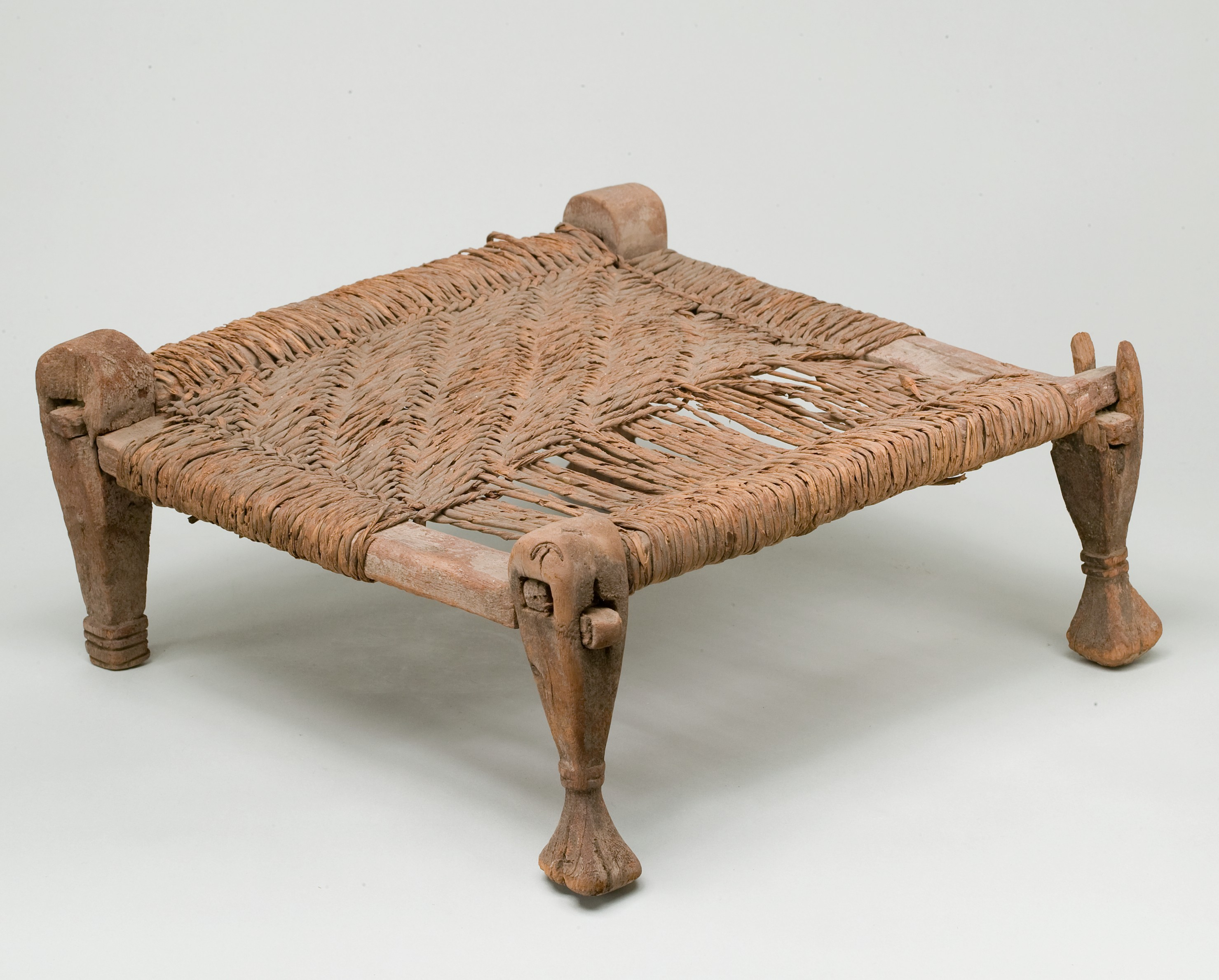
چهارپایه مصری با مورتیس و تنون، c. 1991–1450 BC

مفصل فاق و زبانه یک اتصال قدیمی است. یکی از قدیمی‌ترین نمونه‌های آن به ۷۰۰۰ سال پیش و فرهنگ همودو در استان ژجیانگ چین بازمی‌گردد.  اتصالات شاخ‌دار در یک چاه نزدیک لایپزیگ یافت شده که توسط فرهنگ سفال خطی نوسنگی اولیه ساخته شده و در ساخت پوشش چوبی چاه‌ها استفاده شده است  مفصل‌های فاق و زبانه همچنین در اتصال تخته‌های چوبی کشتی "خوفو" یافت شده‌اند، که یک کشتی به طول ۴۳.۶ متر (۱۴۳ پا) است که در یک گودال در مجموعه اهرام گیزا از دودمان چهارم حدود ۲۵۰۰ پیش از میلاد مسیح مهر و موم شده است  این مفصل‌ها همچنین در کشتی غرق‌شده اولوبورون (قرن ۱۴ پیش از میلاد) یافت شده‌اند 

بدنه کشتی که تکنیک مفصل فینیقی را نشان می‌دهد فاق قفل شده (پیچ شده) و تنون

مفاصل فاق و زبانه همچنین در مبلمان باستانی از اماکن باستان‌شناسی در خاورمیانه، اروپا و آسیا، مشاهده شده است. مثال های بسیاری مشاهده می‌شوند، برای نمونه، در ویرانه‌های خانه‌های سلطنتی جاده ابریشم کادوتا ، مربوط به قرن اول تا چهارم قبل از میلاد.  در معماری سنتی چینی ، بخش های چوبی مانند تیرها، براکت‌ها، قاب‌های سقف و پایه‌ها به گونه‌ای ساخته می‌شدند که با تناسب کامل، بدون استفاده از چفت ها یا چسب‌ها به هم وصل می‌شدند و این امکان را به چوب می دادند که بر اساس رطوبت منبسط و منقبض شوند.  شواهد باستان شناسی از اماکن چینی نشان می دهد که در پایان دوران نوسنگی، اتصال فاق و زبانه در ساخت و ساز چینی استفاده شده است. 
سی سنگ سارسن استون هنج قبل از اینکه بین سال های 2600 تا 2400 قبل از میلاد بنا شوند، با مفاصل فاق و زبانه مزین و ساخته شده بودند. 
یک تنوع از تکنیک فاق و زبانه، که به نام اتصالات فنیقی (از لاتین coagmenta punicana)   شناخته می‌شود، به طور گسترده‌ای در ساخت کشتی‌های باستانی برای مونتاژ تخته‌های بدنه و سایر اجزای شناور استفاده می‌شد. این یک تکنیک قفل‌شده (میخ‌دار) است که شامل برش دو مرتز در لبه‌های دو تخته؛ سپس یک زبانه مستطیلی جداگانه در دو فاق قرار داده می‌شود. مجموعه سپس با فرو بردن یک میله از طریق یک یا چند سوراخ حفر شده از دیواره کناری فاق و زبانه، در جای خود قفل می‌شود.  

## شرح
معمولا، اندازه فاق و زبانه به ضخامت چوب ها وابسته است. روش خوبی است که زبانه را به اندازه یک سوم ضخامت ریل یا تا جایی که ممکن است نزدیک به آن باشد، تقسیم کرد. بند، قسمت بریده شده یک اتصال گوشه ارسی که مانع از شل شدن زبانهمی شود، یک سوم طول زبانهو یک ششم عرض زبانهدر عمق آن است. دو سوم باقیمانده ریل، شانه های زبانه، با نیروهای جانبی  که ممکن است زبانهرا از فاق جدا کند مقابله می کند تا استحکام آن کمک کند. اینها همچنین برای پنهان کردن عیوب در دهانه فاق کار می کنند.

### انواع

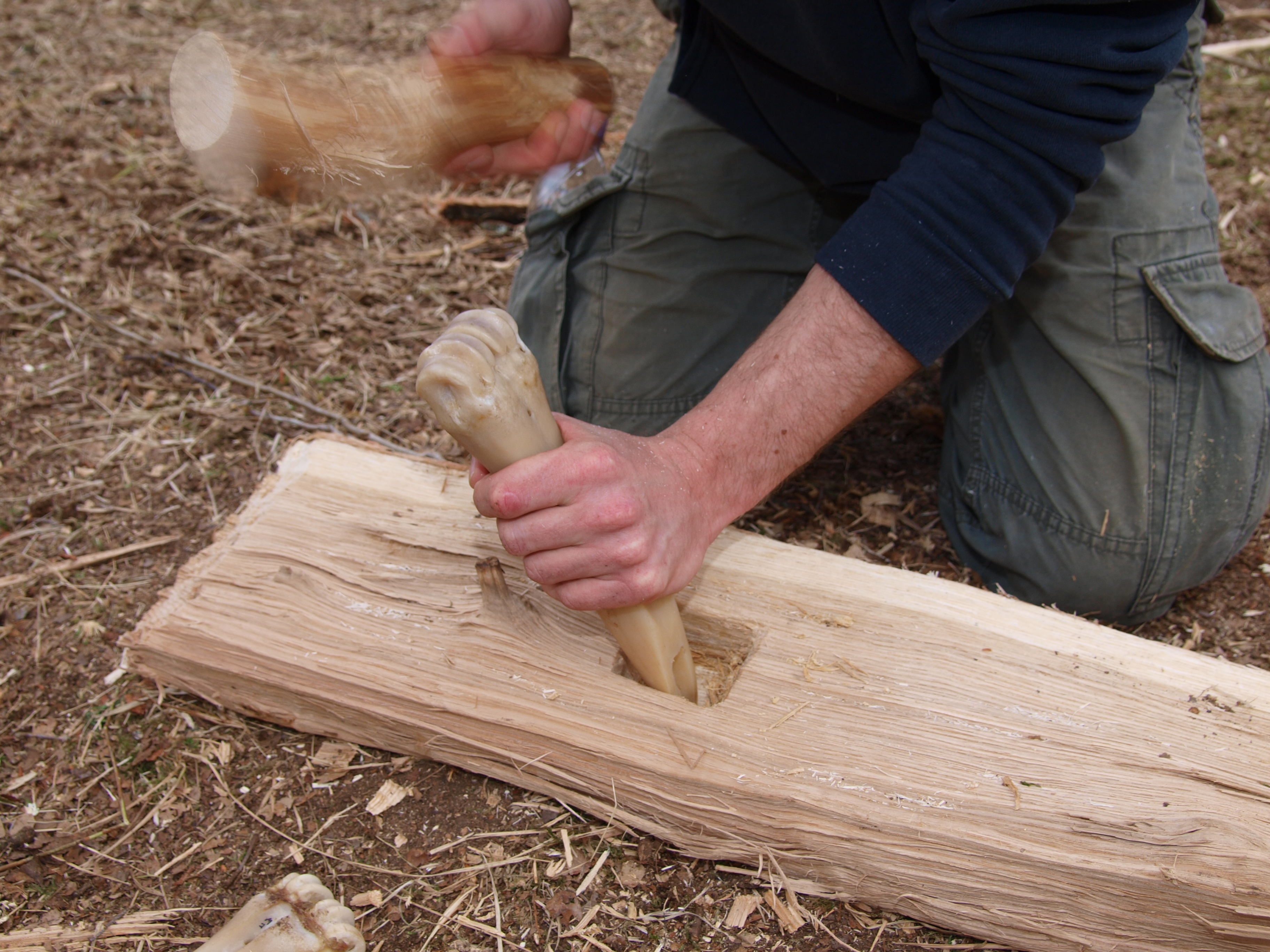
باستان شناسی تجربی ; بریدن یک مورتیس با اسکنه ی توپ

#### فاق ها

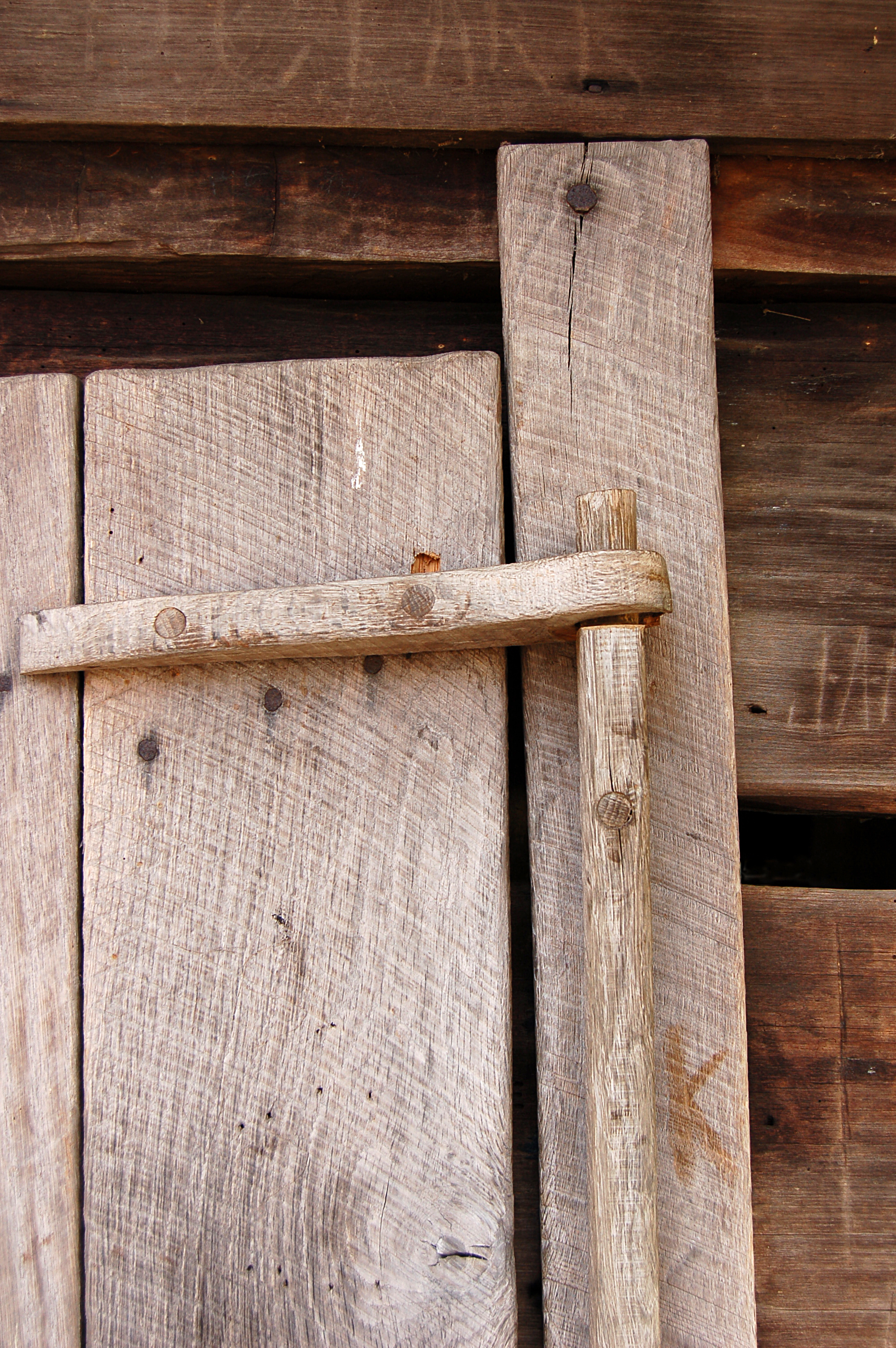
در این لولای چوبی از یک گیره چوبی استفاده شده است.

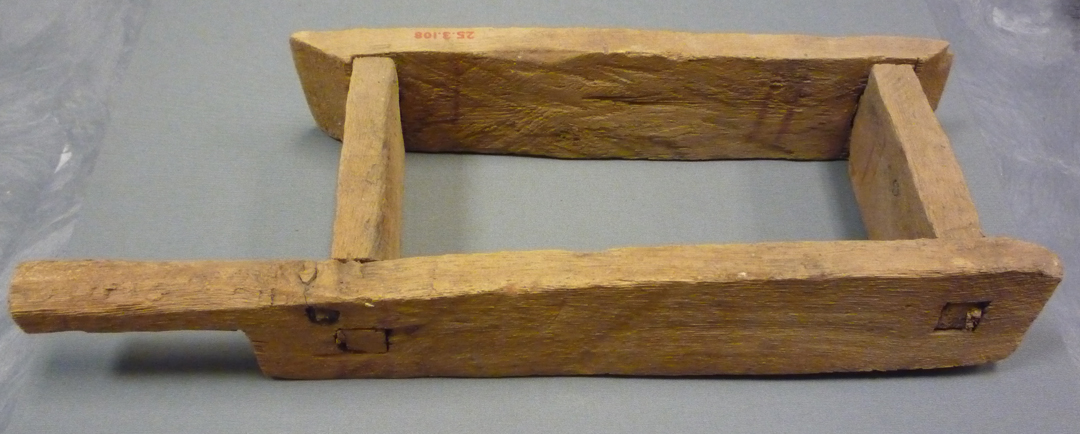
قالب های آجری مصر باستان با درزهای خاردار کنار هم نگه داشته می شدند

فاق سوراخی است که برای دریافت یک زبانه بر روی تخته بریده شده است. مدل های مختلفی از فاق وجود دارد: 
- فاق باز: فاقی که فقط سه ضلع دارد. (به مفصل افسار مراجعه کنید).
- فاق خرد: یک خراش کم عمق که عمق آن به اندازه چوب بستگی دارد. همچنین یک مورت که از قطعه کار عبور نمی کند (برخلاف "از طریق مورتیز").
- دم کبوتری گوه‌دار: دم‌کبوتری که در آن پشت آن از جلو یا بازتر بازتر، یا بلندتر است. فضای گوه در ابتدا فضایی را برای قرار دادن زبانه باقی می گذارد. گوه، پس از درگیر شدن تنون، از خروج آن جلوگیری می کند.
- Through-wedged half-tail-tail: دم کبوتری نیمه گوه ای که به طور کامل از قطعه عبور می کند.

#### زبانه ها

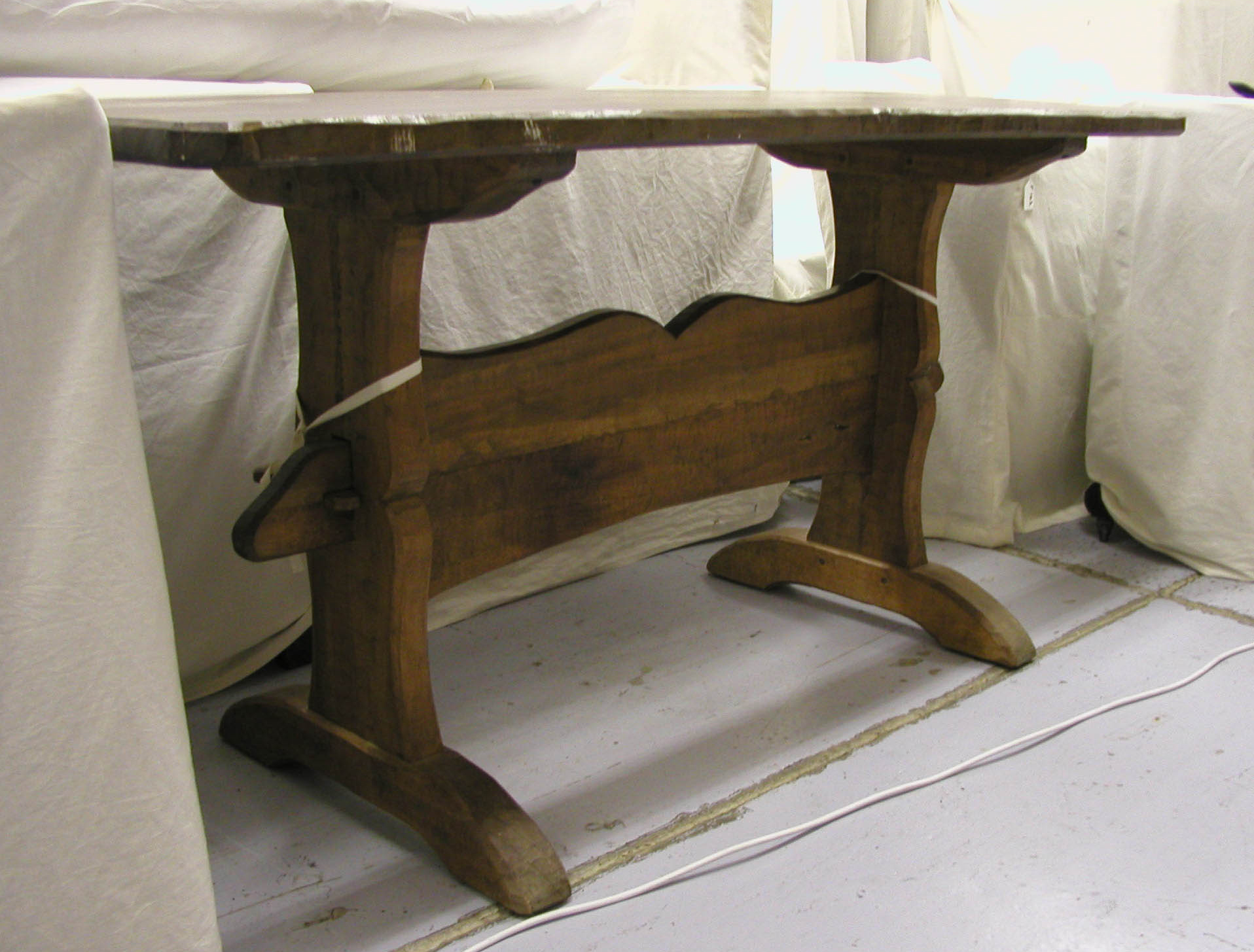
برای نگه داشتن پایه های این میز پایه دار از دو تاج عاج استفاده شده است.

زبانه یک برآمدگی در انتهای یک تخته برای قرار دادن در یک فاق است. عموما زبانه بیشتر بلند است تا اینکه پهن باشد. چند نوع زبانه وجود دارد:
- ساقه ی خرد: یک ساقه ی کوتاه که عمق آن به اندازه ی چوب بستگی دارد. همچنین تنونی که کوتاه‌تر از پهنای قطعه خراشیده شده است، بنابراین زبانه نشان داده نمی‌شود (برخلاف یک "از طریق").
- از طریق طناب: شمشی که به طور کامل از قطعه چوبی که در آن وارد شده است عبور می کند و در قسمت عقب به وضوح قابل مشاهده است.
- زبانه شل: تنونی که قسمتی جدا از مفصل است، در مقابل زبانه ثابتی که جزء لاینفک یکی از قطعاتی است که باید به هم متصل شوند.
- بیسکویت تنون: یک تکه چوب بیضی شکل نازک، به شکل یک بیسکویت [۱۲]
- زبانه میخ دار (یا سنجاق دار): مفصل با عبور دادن یک میخ یا سنجاق رولپلاک ( نخ درخت ) از طریق یک یا چند سوراخ حفر شده از طریق دیواره جانبی فاق و ساقه محکم می شود. [۱۳] این امر در اتصالات قاب چوبی رایج است.
- زبانه تاسک: نوعی مفصل خرطومی و زبانه که از یک کلید گوه ای شکل برای نگه داشتن مفصل استفاده می کند.
- تیزلی (یا تیزلی): اصطلاحی است که برای زبانه در بالای میله ی تیرآهن یا قلاب دار استفاده می شود که معمولاً در قسمت زیرین تیر بند به کار می رود. یک عنصر مشترک از مفصل بستن انگلیسی.
- زبانه بالا: تنونی که در بالای پست قرار می گیرد.
- زبانه سر چکشی : روشی برای تشکیل مفصل زبانه زمانی که شانه ها را نمی توان با گیره سفت کرد.
- زبانه نیمه شانه: زبانه نامتقارن با شانه فقط در یک طرف. استفاده متداول در درب های قاب دار، لبه دار و مهاربندی شده است.

## آلبوم عکس

یک روش سنتی، گوه‌ای، اتصال فاق و زبانه
یک اتصال گوشه زبانه خرد
یک مفصل گوشه زبانه چنگ انداخته
بحث دم روباهی گوه ای
یک زبانه گوشه ای سنجاق دار
یک زبانه برای مدرن (که باید به آن زبانه شل گفته می شود)

## همچنین ببینید
- مفصل جعبه
- دادو
- مفصل دم کبوتر
- کومیکو